# Het leven is niet zo kwaad
Het leven is niet zo kwaad, destijds uitgebracht als Het leven is niet zoo kwaad, is een Nederlandse revuefilm uit 1935 onder regie van Haro van Peski. De film is gebaseerd op een origineel novelle van Walter Schlee en heeft Lou Bandy en Fien de la Mar in de hoofdrollen als twee revue-artiesten in Amsterdam.

## Verhaal
Lou Helm werkt als standwerker op de Nieuwmarkt, waar hij met zijn charisma elke dag een groot publiek trekt en zodoende veel scheercrème verkoopt. Zijn vriendin Annie, typiste voor Reisbureau Bergman & Co, vindt het maar niets dat hij zo op gaat in alle aandacht die hij krijgt en daardoor geen aandacht meer aan haar schenkt. Op een dag maakt Lou op de markt kennis met Anita Mara, een gevierde revuester. Na een kort gesprek is zij ervan overtuigd dat er een ware artiest in hem schuilt. Ze stelt hem voor aan haar impresario Bolino, die van mening is dat Lou over geen greintje talent beschikt. De gedreven Anita legt een weddenschap met Bolino af dat hij een ster zal worden. Annie is niet gediend van het aanbod dat Anita aan Lou maakt, uit angst dat hij geen tijd meer voor haar zal vrijmaken, en dreigt de relatie te verbreken als hij op het aanbod in gaat.
Desondanks accepteert Lou een rol in Anita's revue. Anita is gedreven door strijdlustigheid en omdat Bolino keer op keer zijn twijfels over Lou's talent aan haar uit, raakt ze alleen maar meer gemotiveerd om een grote ster van hem te maken. Nog voor zijn debuut op de planken geeft ze hem een sterrenbehandeling en transformeert ze hem in een revuester. Op de avond van zijn debuut heeft hij echter last van plankenkoorts, en tot overmaat van ramp heeft Bolino enkele leden van het publiek ingeschakeld om hem uit te fluiten, hetgeen zijn zelfvertrouwen schaadt. Desondanks is zijn revue een succes en wordt Lou een populair revueartiest. Zijn moeder, die erg dol is op Annie, spoort haar aan om Lou nog een tweede kans te geven, maar zij wil niets meer met hem te maken hebben en gaat uit protest in op de avances van haar baas Bergman, die haar al tijdenlang mee uitvraagt. 
Ondertussen stijgt het succes van Lou al gauw naar zijn hoofd. Hij geniet van de luxe die zijn populariteit met zich meebrengt en op een avond uit in de stad, vergezeld door een jong, knap revuemeisje, loopt hij Annie tegen het lijf, die op afspraakje is met heer Bergman. Om Lou jaloers te maken, zoent ze Bergman, ondanks dat ze niet van hem is gediend. Ondertussen raakt Anita gefrustreerd door Lou's steeds brutalere gedrag; ze probeert hem in toom te houden, maar hij vindt dat ze hem te veel beleert en wil niet langer naar haar pijpen dansen. Kort daarna ontvangt Lou een brief waarin staat dat zijn nieuwe carrière het gevolg is van een weddenschap. Hij voelt zich zeer bedrogen en krijgt op de planken een woede-uitbarsting, waarmee hij per direct zijn carrière in de revue beëindigt. Hij keert terug naar de Nieuwmarkt, vergezeld door Annie, die hem een tweede kans besluit te geven.

## Rolbezetting
| Acteur                 | Personage      |
| ---------------------- | -------------- |
| Lou Bandy              | Lou Helm       |
| Fien de la Mar         | Anita Mara     |
| Cees Laseur            | Bolino         |
| Lau Ezerman            | Kobus Pot      |
| Aaf Bouber             | Lou's moeder   |
| Dolly Mollinger        | Annie Feenstra |
| Adriaan Van Hees       | Heer Bergman   |
| Rini van Nie           | Revuemeisje    |
| Mien Duymaer van Twist |                |

## Productie
Het leven is niet zo kwaad zou eigenlijk het einde betekenen van de gènre Jordaanfilm en wordt door sommigen dan ook genoemd als de laatste Jordaanfilm. In 1936 werd echter nog een Jordaanfilm uitgebracht; Oranje Hein. Het betekende voor hoofdrolspeler Lou Bandy de tweede en laatste rol. Opnamen gingen in september 1935 van start in de Cinetone Filmstudio's Amsterdam en voltooiden in oktober 1935. De Nieuwmarkt werd hier in decors nagebouwd.

## Ontvangst
De verwachtingen van de film waren hoog. In november 1935 verzekerde distributeur Loet Barnstijnde rechten voor België en werd er onderhandeld met Oostenrijk en Engeland. De film werd echter een grote flop. Ondanks een grote première in Theater Tuschinski bracht het weinig geld op, en ook spraken recensenten neerbuigend over het resultaat. Zo noemde criticus Charles Boost het een onoriginele, vreugdeloze en krachtloze film.
Niet alleen Boost liet zich negatief uit over de film. Recensent van De Tribune schreef dat "de dialoog nog te veel toneeldialoog is, terwijl het tempo van het spel zo langzaam is, dat ons de lust bekruipt om de medewerkers een duw te geven om op te schieten. De film wemelt nog van andere fouten zowel van artistieke als van technische aard. Lou Bandy houdt met zijn liedjes en geintjes de stemming erin." Recensent van Het Vaderland schreef: "Het verhaal van deze film [..] is de weinig geslaagde Nederlandse variatie op motieven, die de buitenlandse filmindustrie reeds zo vaak, maar dan met zo veel meer technische perfectie en bovenal vlotheid en geest heeft uitgewerkt, dat men hier beter gedaan had zich niet aan dit gegeven te wagen. Haro van Peski stond voor de moeilijkheid van het zwakke en zouteloze scenario en heeft het er, als men dat in aanmerking neemt, 'nog zo kwaad niet' van afgebracht. Toch heeft hij in Suikerfreule [..] meer bereikt. Hier blijven de karakters vrij kleurloos en de spelers hebben we alle in vorige films beter op dreef gezien."
Ondanks dat critici niet enthousiast waren over de film, kreeg Lou Bandy lof voor zijn vertolking van een standwerker. Criticus van De Telegraaf schreef over hem: "men kan niet anders dan bewondering gevoelen voor de flair en natuurlijkheid waarmee hij deze jongen leven doet en lachen: een figuur, met véél talent gemaakt." Over zijn tegenspelers vervolgde hij: "Wat jammer heten mag is dat de regisseur Van Peski hem slechts weinig tegenspel gegeven heeft: Fien de la Mar is de revuester en zij krijgt geen kans om meer te doen dan enkele en te korte ogenblikken en een prachtig, doch naast Bandy's luidheid onopvallend liedje; Laseurs wellicht wat al te stramme, maar door zijn distinctie uiterst prettige verschijning komt slechts bij seconden op het doek; en de gebruikelijke levendige en hartelijke typen van Aaf Bouber en Lau Ezerman verkregen evenmin reliëf. Hier bleef een aantal kansen onbenut, terwijl men daarentegen kwistig met die kansen was voor Dolly Mollinger, die echter niet in staat bleek er veel anders mee te doen dan haar bekoorlijke gezicht te laten kieken."